# Massimo Pigliucci

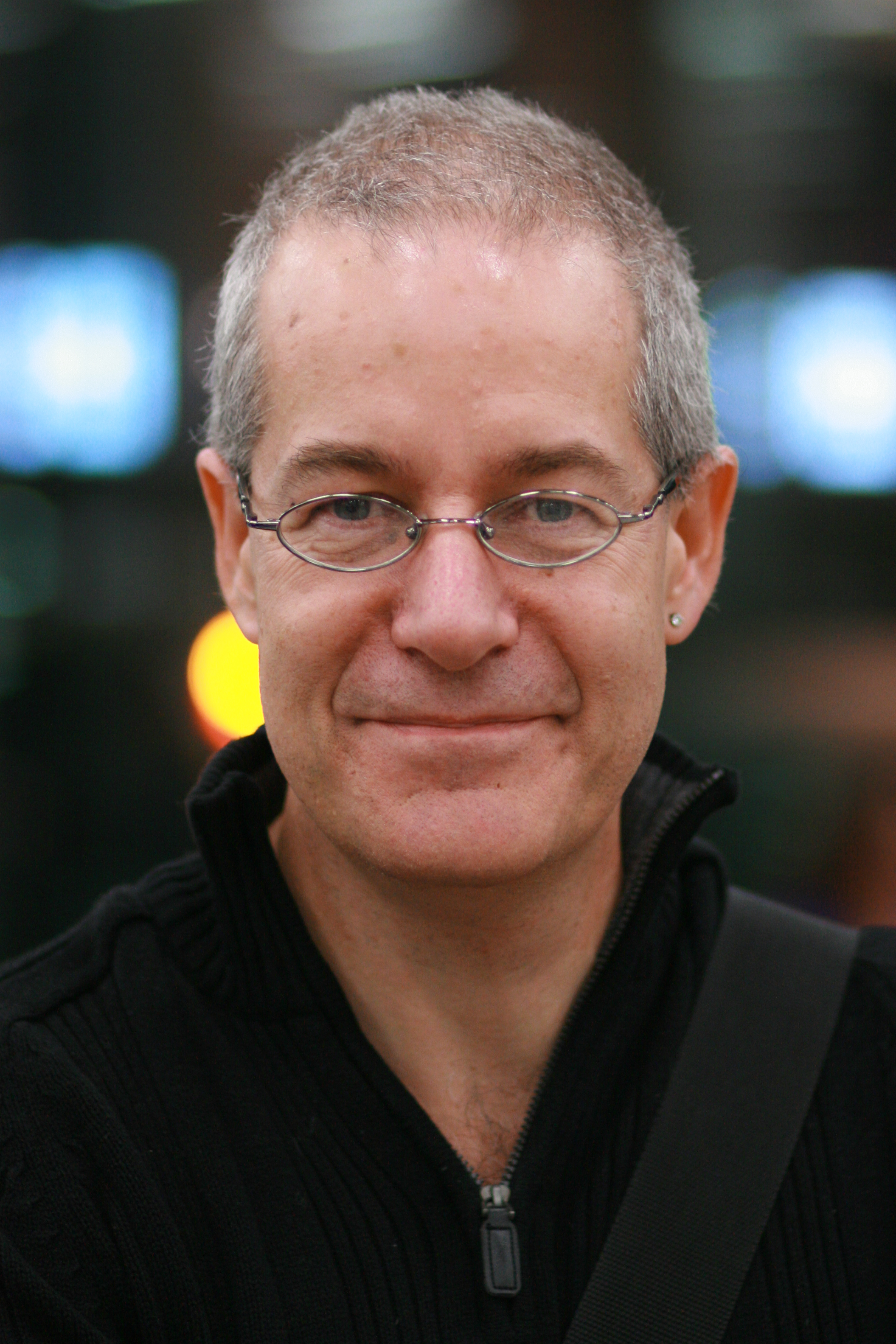
Massimo Pigliucci

Massimo Pigliucci (* 16. Januar 1964 in Monrovia, Liberia) ist ein US-amerikanischer Philosoph und Professor für Philosophie am Lehman College der City University of New York. Schwerpunkt seiner Arbeit ist die Wissenschaftstheorie. Davor war er Professor für Ökologie und Evolution an der State University of New York at Stony Brook. Er ist bekannt für seine Kritik des Kreationismus und seinen Einsatz für wissenschaftliches und skeptisches Denken. Er erhielt seinen Doktor in Genetik an der Universität Ferrara, einen Doktor in Biologie an der University of Connecticut und einen Doktor in Philosophie von der University of Tennessee.
Er erhielt den Dobzhansky-Preis von der Society for the Study of Evolution. Er ist Fellow der American Association for the Advancement of Science und des Committee for the Scientific Investigation of Claims of the Paranormal.
Pigliucci hat außerdem eine Kolumne im Skeptical Inquirer und gehört der Brights-Bewegung an.
Bezugnehmend auf Sabine Hossenfelder verurteilt Pigliucci ästhetische Ansinnen bei der Suche nach der Weltformel.

## Bücher

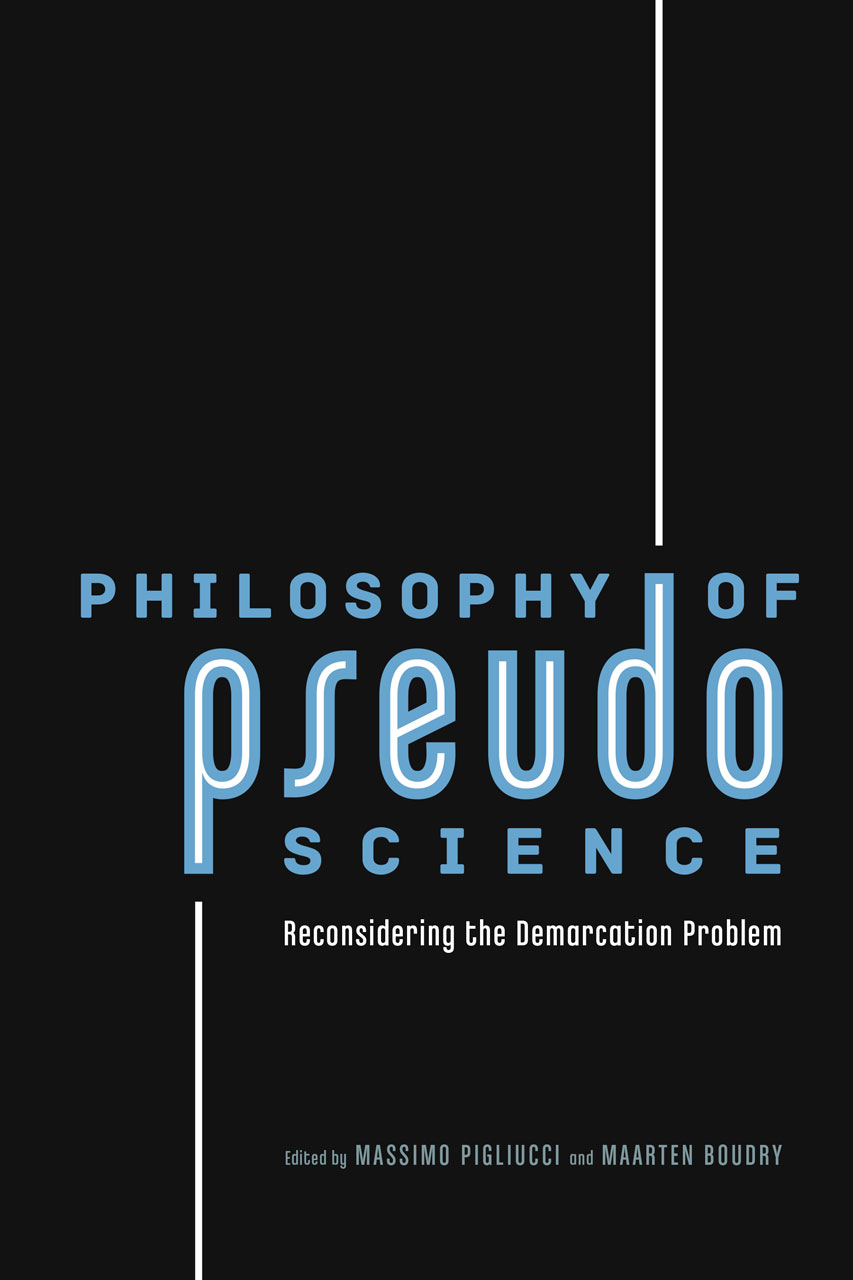
Cover von Philosophy of Pseudoscience.

- Die Weisheit der Stoiker. Piper, München 2017, ISBN 978-3-492-05805-6.
- mit Maarten Boudry: Philosophy of Pseudoscience: Reconsidering the Demarcation Problem. Univ. of Chicago Press, 2013, ISBN 978-0-226-05196-3.
- Answers for Aristotle: How Science and Philosophy Can Lead Us to a More Meaningful Life. Basic Books, New York 2012, ISBN 978-0-465-02138-3.
- Nonsense on Stilts: How to Tell Science from Bunk. The University of Chicago Press, 2010, ISBN 978-0-226-66786-7.
- mit Gerd B. Müller (Hrsg.): Evolution - The Extended Synthesis. MIT Press, 2010, ISBN 978-0-262-51367-8.
- mit Jonathan Kaplan: Making Sense of Evolution. The University of Chicago Press, 2006, ISBN 0-226-66837-1. (Philosophische Untersuchung der grundlegenden Konzepte der Evolutionstheorie)
- Phenotypic Integration. Oxford University Press, 2003, ISBN 0-19-516043-6. (Sammlung technischer Essays über die Evolution komplexer biologischer Organe)
- Denying Evolution: Creationism, Scientism, and the Nature of Science. Sinauer, 2002, ISBN 0-87893-659-9. (Buch über die Kontroverse Evolution - Schöpfung, besseren wissenschaftlichen Unterricht und die Schwierigkeiten der Leute, kritisch zu denken)
- Phenotypic Plasticity. Johns Hopkins University Press, 2001, ISBN 0-8018-6788-6. (Technischer Band über die Forschung bezüglich „Erbe versus Umwelt“)
- Tales of the Rational. Freethought Press, 2000, ISBN 1-887392-11-4. (Essay-Serie über Atheismus, Strohmann-Argumente, Kreationismus usw.)
- mit Carl Schlichting: Phenotypic Evolution. Sinauer, 1998, ISBN 0-87893-799-4. (Technischer Band über den derzeitigen Status und die Zukunftsaussichten der Evolutionstheorie)

## Artikel
Im Folgenden eine Auswahl seiner zahlreichen Artikel:
- M. Pigliucci: Is evolutionary psychology a pseudoscience? In: Skeptical Inquirer. Band 30, Nr. 2, 2006, S. 23–24.
- M. Pigliucci: Science and fundamentalism. In: EMBO reports. Band 6, 2005, S. 1106–1109.
- M. Pigliucci: The power and perils of metaphors in science. In: Skeptical Inquirer. Band 29, Nr. 5, 2005, S. 20–21.
- M. Pigliucci, J. Banta u. a.: The alleged fallacies of evolutionary theory. In: Philosophy Now. Band 46, 2004, S. 36–39.
- M. Pigliucci: What is philosophy of science good for? In: Philosophy Now. Band 44, 2004, S. 45.